# Richland (Missouri)
Richland – miasto w Stanach Zjednoczonych, w stanie Missouri, w hrabstwie Laclede.